# Châtenay-Malabry
Châtenay-Malabry is een gemeente in het Franse departement Hauts-de-Seine (regio Île-de-France). De gemeente telde 35.490 inwoners op 1 januari 2022. De plaats maakt deel uit van het arrondissement Antony.

## Geografie
De oppervlakte van Châtenay-Malabry bedroeg op 1 januari 2022 6,38 vierkante kilometer; de bevolkingsdichtheid was toen 5.562,7 inwoners per km².
De onderstaande kaart toont de ligging van Châtenay-Malabry met de belangrijkste infrastructuur en aangrenzende gemeenten.

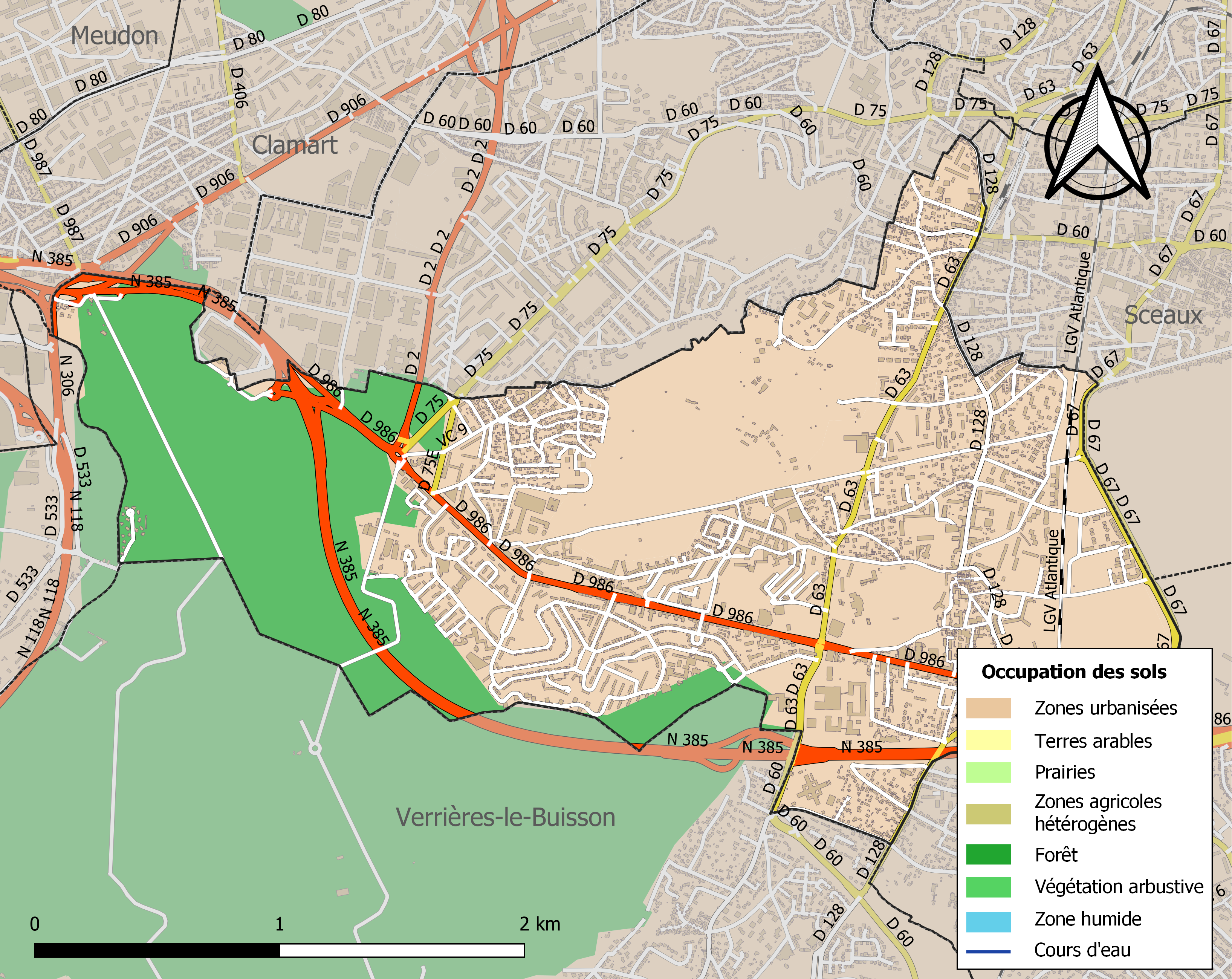

## Demografie
Onderstaande figuur toont het verloop van het inwonertal (bron: INSEE-tellingen).

## Onderwijs
- CentraleSupélec
- École centrale Paris

## Geboren
- Henry Gerbault (1863-1930), cartoonist
- Laurent Chambon (1972), socioloog en politicoloog
- Jérôme Rothen (1978), voetballer
- Guillaume Norbert (1980), voetballer
- Benoît Millot (1982), voetbalscheidsrechter
- Kévin Malcuit (1991), voetballer
- Duckens Nazon (1994), Haïtiaans voetballer
- Lucile Cypriano (1996), autocoureur
- Allan Saint-Maximin (1997), voetballer
- Élisa De Almeida (1998), voetbalster

## Overleden
- Sully Prudhomme (1839-1907), schrijver, eerste ontvanger Nobelprijs voor Literatuur (1901)
- Félix Fénéon (1861-1944), anarchist, journalist en kunstcriticus
- Emmanuel Mounier (1905-1950), katholiek filosoof
- Paul Ricœur (1913-2005), filosoof

## Stedenbanden
- Bergneustadt, sinds 1967
- Landsmeer, sinds 1986
- Wellington (Shropshire), sinds 2001